# Bowen Yang
Bowen Yang (Brisbane, 6 november 1990) is een in Australië geboren Chinees-Amerikaanse acteur, komiek, podcaster en schrijver gevestigd in New York.

## Loopbaan
Samen met Matt Rogers is hij gastheer van een comedypodcast over popcultuur, Las Culturistas. Hij plaatst ook lip-syncing-video's over popcultuur op Twitter. Sinds september 2018 is hij een schrijver voor Saturday Night Live (SNL). Yang werd in september 2019 gepromoveerd tot on-air cast voor het 45e seizoen van SNL en werd de eerste Chinees-Amerikaanse en derde openlijk homoseksuele man en het vierde castlid ooit van Aziatische afkomst.

## Filmografie

### Films
| Jaar | Titel             | Rol             | Opmerkingen |
| ---- | ----------------- | --------------- | ----------- |
| 2019 | Isn't It Romantic | Donny's Guy     |             |
| 2022 | The Lost City     | Tomshi Caprison |             |
| 2024 | Wicked            | Pfannee         |             |

### Televisie
| Jaar       | Titel                         | Rol                  | Opmerkingen:                       |
| ---------- | ----------------------------- | -------------------- | ---------------------------------- |
| 2016       | Broad City                    | Verkoopmedewerker    | 2 afleveringen                     |
| 2016       | The Outs                      | Jason                | 4 afleveringen                     |
| 2018       | High Maintenance              | Brian                | Aflevering: "Globo"                |
| 2019–heden | Saturday Night Live           | verschillende rollen | 38 afleveringen                    |
| 2020       | Awkwafina Is Nora from Queens | Edmund               | 6 afleveringen                     |
| 2020       | Unbreakable Kimmy Schmidt     | Kim Jong-un          | Special: "Kimmy versus de dominee" |
| 2020       | Archer                        | Win Li               | Episode: "Bloodsploosh" (stem)     |
| 2021       | Girls5eva                     | Zander               | Episode: "Staakt-het-niet"         |
| 2021       | Ziwe                          | Zichzelf             | 1 aflevering                       |
| 2024       | Monsters at Work              | Carter               | 2 afleveringen (stem)              |

### Schrijver
| Jaar      | Titel                   | Opmerkingen     |
| --------- | ----------------------- | --------------- |
| 2018-2019 | Saturday Night Live     | 21 afleveringen |
| 2019      | 76e Golden Globe Awards |                 |
| 2021-     | Schmigadoon!            |                 |